# U-905
| U-905                      | U-905                                                          | U-905                                                          |
| -------------------------- | -------------------------------------------------------------- | -------------------------------------------------------------- |
|                            |                                                                |                                                                |
|                            |                                                                |                                                                |
|                            |                                                                |                                                                |
| Під прапором               | Третій рейх                                                    | Третій рейх                                                    |
| Спуск на воду              | 20 листопада 1943 року                                         | 20 листопада 1943 року                                         |
| Виведений зі складу флоту  | 27 березня 1945 року                                           | 27 березня 1945 року                                           |
| Сучасний статус            | затоплений                                                     | затоплений                                                     |
| Проєкт                     |                                                                |                                                                |
| Тип ПЧ                     | Торпедний ДПЧ                                                  | Торпедний ДПЧ                                                  |
| Основні характеристики     |                                                                |                                                                |
| Швидкість (надводна)       | 17,7 вузлів                                                    | 17,7 вузлів                                                    |
| Швидкість (підводна)       | 7,6 вузлів                                                     | 7,6 вузлів                                                     |
| Робоча глибина занурення   | 100 м                                                          | 100 м                                                          |
| Гранична глибина занурення | 220 м                                                          | 220 м                                                          |
| Екіпаж                     | 52 осіб                                                        | 52 осіб                                                        |
| Розміри                    |                                                                |                                                                |
| Довжина найбільша (по КВЛ) | 67,1 м                                                         | 67,1 м                                                         |
| Ширина корпусу найб.       | 6,2 м                                                          | 6,2 м                                                          |
| Висота                     | 9,6 м                                                          | 9,6 м                                                          |
| Середня осадка (по КВЛ)    | 4,70 м                                                         | 4,70 м                                                         |
| Водотоннажність надводна   | 769 т                                                          | 769 т                                                          |
| Озброєння                  |                                                                |                                                                |
| Артилерія                  | одна палубна гармата калібру 88-мм, одна 20-мм зенітна гармата | одна палубна гармата калібру 88-мм, одна 20-мм зенітна гармата |
| Торпедно- мінне озброєння  | 4 носових і один кормовий ТА. 14 торпед або 26 мін             | 4 носових і один кормовий ТА. 14 торпед або 26 мін             |

U-905 — німецький підводний човен типу VIIC часів Другої світової війни.
Замовлення на будівництво човна було віддане 6 серпня 1942 року. Човен був закладений на верфі суднобудівної компанії «H. C. Stülcken Sohn» у місті Гамбург 26 січня 1943 року під заводським номером 802, спущений на воду 20 листопада 1943 року, 8 березня 1944 року увійшов до складу 31-ї флотилії. Також за час служби входив до складу 11-ї флотилії.
Човен зробив 2 бойових походи, в яких не потопив і не пошкодив жодного судна.
Потоплений 27 березня 1945 року у Північній Атлантиці у Норт-Мінч (58°34′ пн. ш. 05°46′ зх. д. / 58.567° пн. ш. 5.767° зх. д.) глибинними бомбами британського фрегата «Конн». Всі 45 членів екіпажу загинули.

## Командири підводного човна
- Оберлейтенант-цур-зее резерву Гайнц-Елер Брюллау (8 березня — 26 червня 1944)
- Оберлейтенант-цур-зее резерву Бернгард Швартінг (1 грудня 1944 — 27 березня 1945)